# Fuze
Fuze är en brittisk actionthrillerfilm, som har en planerad premiär i september 2025 på Toronto International Film Festival. Filmen är regisserad av David Mackenzie efter ett manus skrivet av Ben Hopkins.

## Handling
En odetonerad bomb från andra världskriget upptäcks på en trafikerad byggarbetsplats i centrala London. Kaos utbryter när militär och polis påbörjar en massutrymning medan klockan räknar ner.

## Rollista (i urval)
- Aaron Taylor-Johnson
- Theo James
- Sam Worthington
- Gugu Mbatha-Raw
- Saffron Hocking
- Honor Swinton Byrne